# Pilodius paumotensis
Pilodius paumotensis är en kräftdjursart som beskrevs av M. J. Rathbun 1907. Pilodius paumotensis ingår i släktet Pilodius och familjen Xanthidae. Inga underarter finns listade i Catalogue of Life.